# Bryan R. Wilson
Bryan Ronald Wilson (23. června 1926 Leeds – 9. října 2004 Middleton Stoney, Oxfordshire) byl anglický profesor sociologie na University of Oxford a jeden z významných představitelů sociologie náboženství.
Vystudoval v Londýně. Je zakladatelem University Association for the Sociology of Religion (Univerzitní asociace pro sociologii náboženství). Od roku 1971 až do roku 1975 byl prezidentem CISR (dnes známé jako International Society for the Sociology of Religion se zkratkou SISR, čili Mezinárodní společnosti pro sociologii náboženství). Ve své praxi jako jeden z prvních zkoumal postoje (i bývalých) členů náboženských společenství.